# Kurban 100 Kadamdżaj
Kurban 100 Kadamdżaj (kirg. Футбол клубу «Курбан 100» Кадамжай) – kirgiski klub piłkarski, mający siedzibę w mieście Kadamdżaj, w południowo-zachodniej części kraju.

## Historia
Chronologia nazw:
- 1985: Mietałłurg Frunze (ros. «Металлург» Фрунзе)
- 1992: Mietałłurg Kadamdżaj (ros. «Металлург» Кадамжай)
- 2000: Kurban 100 Kadamdżaj (ros. «Курбан 100» Кадамжай)

Piłkarski klub Metałłurg został założony w miejscowości Frunze w roku 1985. Zespół najpierw występował w rozgrywkach lokalnych. W 1992 nazwa miasteczka została zmieniona na Kadamdżaj. W 1996 debiutował w Wyższej Lidze Kirgistanu i z pierwszej próby zdobył mistrzostwo kraju. Również w 1996 dotarł do finału Pucharu Kirgistanu, gdzie przegrał z AiK Biszkek. Warto zaznaczyć, że 90% piłkarzy tamtego składu zostało zaproszonych z klubu Semetej Kyzył-Kyja. Po zakończeniu złotego sezonu 1996 z powodów finansowych klub został rozwiązany. Piłkarze ponownie wrócili do Semeteju. 
W 2000 klub został reaktywowany jako Kurban 100 Kadamdżaj. W 2005 ponownie startował w rozgrywkach o Puchar Kirgistanu.

## Sukcesy

### Trofea międzynarodowe
| \| \| Zdobyte trofea w rozgrywkach międzynarodowych (stan na: 31-12-2015) \| |                                                                     |      |          |
| Rozgrywki                                                                    | Osiągnięcie                                                         | Razy | Sezon(y) |
| · Liga Mistrzów AFC                                                          | zdobywca                                                            | 0    |          |
| · Liga Mistrzów AFC                                                          | finalista                                                           | 0    |          |
| · Liga Mistrzów AFC                                                          | runda 1                                                             | 1    | 1997/98  |
| Puchar AFC                                                                   | zdobywca                                                            | 0    |          |
| Puchar AFC                                                                   | finalista                                                           | 0    |          |
| Azjatycki Puchar Zdobywców                                                   | zdobywca                                                            | 0    |          |
| Azjatycki Puchar Zdobywców                                                   | finalista                                                           | 0    |          |
| Puchar Prezydenta AFC                                                        | zdobywca                                                            | 0    |          |
| Puchar Prezydenta AFC                                                        | finalista                                                           | 0    |          |
| FIFA                                                                         | Zdobyte trofea w rozgrywkach międzynarodowych (stan na: 31-12-2015) |      |          |

### Trofea krajowe
| \| \| Zdobyte trofea w rozgrywkach Kirgistanu (stan na: 31-12-2015) \| |                                                               |      |          |
| Rozgrywki                                                              | Osiągnięcie                                                   | Razy | Sezon(y) |
| Mistrzostwo                                                            | I miejsce                                                     | 1    | 1996     |
| Mistrzostwo                                                            | II miejsce                                                    | 0    |          |
| Mistrzostwo                                                            | III miejsce                                                   | 0    |          |
| Puchar                                                                 | zdobywca                                                      | 0    |          |
| Puchar                                                                 | finalista                                                     | 1    | 1996     |
| II liga                                                                | I miejsce                                                     | ?    |          |
| II liga                                                                | II miejsce                                                    | ?    |          |
| II liga                                                                | III miejsce                                                   | ?    |          |
| Kirgistan                                                              | Zdobyte trofea w rozgrywkach Kirgistanu (stan na: 31-12-2015) |      |          |

### Inne trofea
- Puchar WNP:
  - 4.miejsce w grupie: 1997

## Stadion
Klub rozgrywa swoje mecze domowe na stadionie Centralnym w Kadamdżaju, który może pomieścić 5000 widzów.